# Flender (Getriebehersteller)

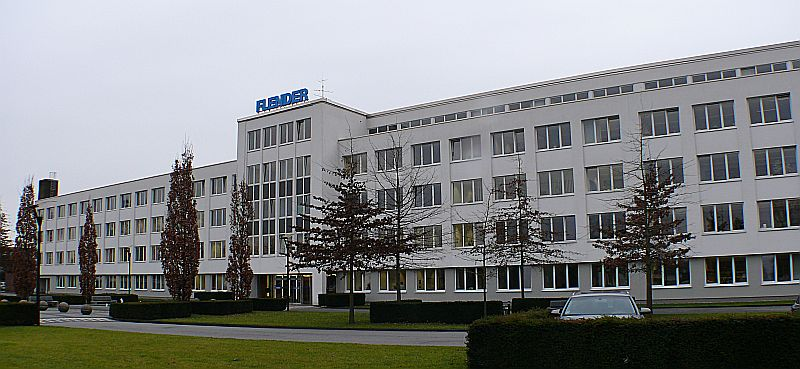
Hauptsitz der Flender GmbH in Bocholt

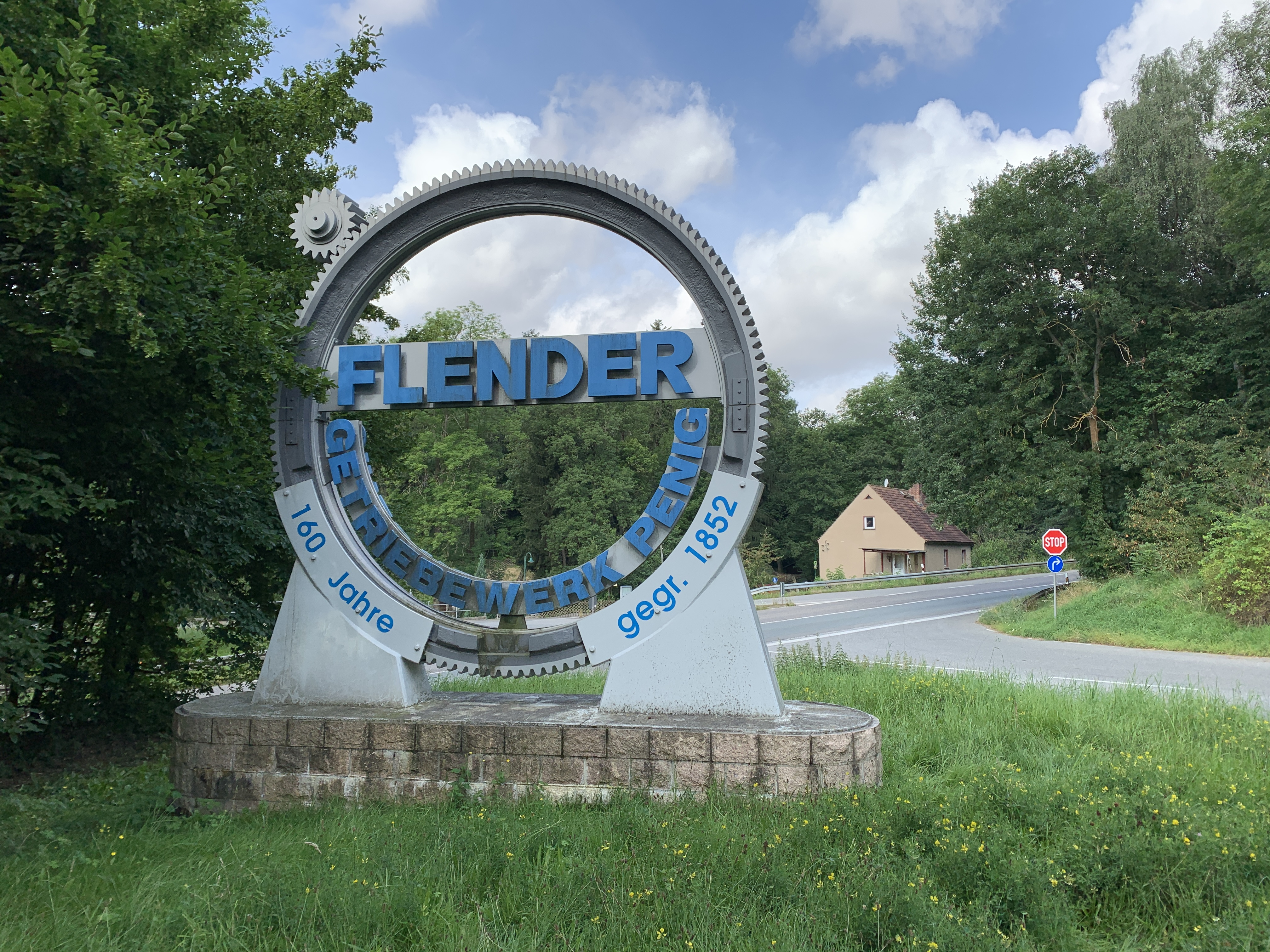
Werbestele in Penig für das dortige Getriebewerk

Logo von Winergy

Die Flender GmbH ist ein deutscher Getriebehersteller, hervorgegangen aus der A. Friedr. Flender GmbH & Co KG in Bocholt. 2010 ging das Unternehmen als Siemens Mechanical Drives in der Siemens AG auf. Diese Sparte wurde ab dem 1. Oktober 2017 wieder eine eigenständige Gesellschaft und 100%ige Tochtergesellschaft der Siemens AG. Sie trat auch unter dem Namen Flender, A Siemens Company auf. Ende 2020 wurde die Flender GmbH von Siemens an die US-amerikanische Carlyle Group verkauft, die Transaktion wurde im ersten Halbjahr 2021 abgeschlossen.

## Unternehmensgeschichte
Am 15. Mai 1899 gründete Alfred Friedrich aus der Fabrikantenfamilie Flender in Düsseldorf-Reisholz ein Unternehmen zur Produktion und zum Vertrieb von hölzernen Riemenscheiben. 1910 fusionierte Flender mit dem Unternehmen Dieckmann & Tangerding in Bocholt. Dies ermöglichte die Produktion von gusseisernen und damit stabileren Riemenscheiben. Im Jahr 1916 folgte die Fusion mit der Firma Hesselbein & Reygers Maschinenfabrik und Eisengiesserei in Bocholt. 1924 konstruierte Flender die erste eigene Kupplung, 1927 den ersten eigenen Variator. Damit begann der Getriebebau in Bocholt. Am 27. August 1939 starb der Firmengründer Alfred Friedrich Flender. Die Gesamtleitung des Unternehmens übernahm sein gleichnamiger Sohn Alfred Friedrich Flender. Während des Zweiten Weltkriegs wurden die Produktionsstätten weitgehend zerstört, jedoch bald wieder aufgebaut, sodass im September 1945 die Produktion bereits in kleinstem Umfang wiederaufgenommen werden konnte.
Im Jahr 1969 wurde das Unternehmen in eine Gesellschaft umgewandelt, die danach von einer dreiköpfigen Geschäftsführung unter Vorsitz von Alfred Friedrich Flender geführt wurde. Am 17. November starb dieser. Zwischen 1975 und 1985 expandierte das Unternehmen stark und gründete neue Werke in den USA und Brasilien. Im Jahr 1982 wurden die Himmelwerke in Tübingen aus dem Bauknecht-Konkurs übernommen. 1986 folgte die Umwandlung der A. Friedr. Flender GmbH & Co. KG (Sprecher der Geschäftsführung war der 1928 geborene Diplom-Ingenieur Lorenz Weegen) in eine Aktiengesellschaft. Die HDI-Gruppe erhöhte ihre Anteile auf 20 %, die Commerzbank kaufte 19 % und die Westdeutsche Genossenschaftszentralbank übernahm 10 % der Wertpapiere.
1990 ging die A. Friedr. Flender AG mit über 95 % in den Besitz der Deutschen Babcock AG, Oberhausen, über. Flender übernahm im selben Jahr als erstes deutsches Unternehmen einen Betrieb in den neuen Bundesländern – das Getriebewerk Penig in Sachsen. Am 4. Dezember 1991 ging die A. Friedr. Flender AG an die Börse. Außerdem wurden die Thyssen Getriebewerke und die Harlass Guß GmbH in Wittgensdorf/Sachsen in das Unternehmen integriert. 1998 verkaufte Flender die Flender ATB-Loher Antriebstechnik GmbH und übernahm am 1. März von der Lohmann & Stolterfoth GmbH die Produktionsbereiche Schiffbau und Gleitlager. Außerdem fiel die Entscheidung zur Errichtung eines Montagewerkes auf dem Gelände der Babcock Borsig AG in Voerde-Friedrichsfeld bei Wesel. 1999 feierte Flender sein hundertjähriges Bestehen. Winfried Walzer wurde vom Aufsichtsrat zum Vorstandsvorsitzenden bestellt.
Im Jahr 2000 verkaufte die Babcock Borsig AG alle Anteile an der A. Friedr. Flender AG an eine Beteiligungsgesellschaft der Citycorp. Venture Capital in London. Im Mai 2001 wurde das neue Flender-Montagewerk in Voerde-Friedrichsfeld mit einer Produktionsfläche von über 30.000 m² und modernsten Montage- und Prüfstandseinrichtungen eröffnet. Im Dezember wurden die Geschäftsbereiche Energie und Elektrische Antriebstechnik in der neu gegründeten Winergy AG zusammengefasst.
2002 erfolgte eine komplette Neuorganisation der Fertigung am Standort Bocholt. Im März 2005 übernahm die Siemens AG die Flender Holding GmbH und integrierte sie in den Konzern.
Die Flender-Gruppe fertigt an Standorten in Deutschland, den USA, Frankreich, China und Indien Antriebstechnik für eine Vielzahl industrieller Anwendungen, die Schifffahrt und Schienenfahrzeuge sowie unter der Marke Winergy für Windkraftanlagen. Das Unternehmen ist außerdem ein wichtiger Zulieferer für Umwelttechnik, Kran- und Fördertechnik und die Papier- und Kunststoffindustrie.
Im Jahr 2010 wurde auch der Unternehmensbereich Winergy in die Siemens AG integriert. Der Markenname Winergy blieb erhalten.
Im Oktober 2017 wurde die Sparte Siemens Mechanical Drives aus der Siemens AG ausgegliedert und zur Flender GmbH. Als 100%ige Tochtergesellschaft der Siemens AG trat sie auch mit der Bezeichnung Flender, A Siemens Company auf. Winergy ist für viele Wirtschaftsbereiche eine eingetragene und geschützte Marke der Flender GmbH.
Ende 2020 verkaufte Siemens die Flender GmbH an die Carlyle Group für 2,025 Milliarden Euro. Vorherige Überlegungen zu einem Börsengang Flenders im Jahr 2021 wurden damit verworfen.